# Franziskanerinnen von Reute

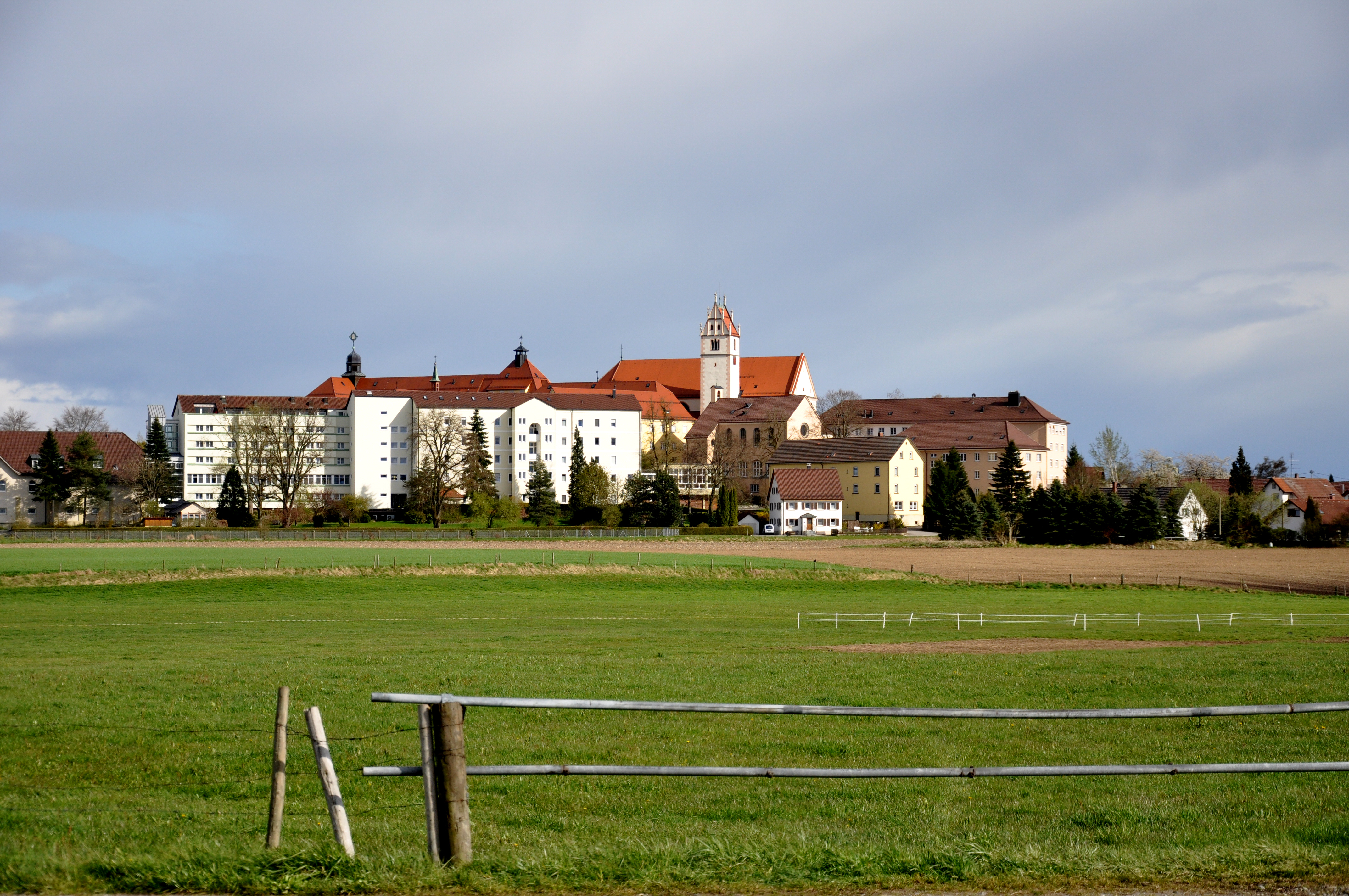
Mutterhaus Kloster Reute (2012)

Die Franziskanerinnen von Reute sind eine römisch-katholische Ordensgemeinschaft bischöflichen Rechts der Diözese Rottenburg-Stuttgart, die nach den Ordensregeln des Heiligen Franziskus lebt. Sie feierte 2023 ihr 175-jähriges Bestehen.

## Vorbild Selige Elisabeth

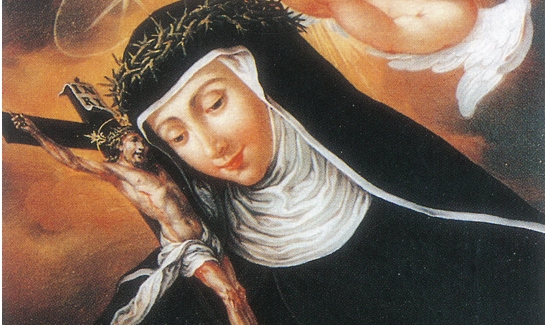
Die selige Gute Beth, Gemälde im Kloster Reute

1848 begann die Geschichte der heutigen Ordensgemeinschaft mit einer Gemeinschaft von fünf Frauen in Ehingen, welche sich den Sendungsauftrag Gott in der leidenden Menschheit dienen gaben. Diese Gemeinschaft war die erste Neugründung einer Ordensgemeinschaft im damaligen Königreich Württemberg. Die Gründungsschwestern waren Sr. Maria Anna Bloching, Sr. Maria Anna Braig, Sr. Helene Schwer, Sr. Veronika Moll und Sr. Magdalena Moll. Über Schwäbisch Hall (Kleincomburg) und den Roten Bau in Biberach gelangte die Gemeinschaft 1869 ins oberschwäbische Reute, wo die damalige Generaloberin Sr. M. Rosa Bauer das leer stehende Franziskanerinnenkloster kaufte und mit der Gemeinschaft 1870 endgültig als Ordenssitz bezog.
Dort lebte und wirkte bereits ab 1403 Elisabeth Achler, später die „Gute Beth“ genannt. Sie wurde 1386 im oberschwäbischen Waldsee geboren. Sie begann mit vier Gefährtinnen 1403 in der Klause zu Reute ein zurückgezogenes Leben nach der Regel des Heiligen Franziskus. Elisabeth Achler starb 1420 im Alter von 34 Jahren. Sie wurde 1766 seliggesprochen und wird bis heute vom Volk sehr verehrt, besonders am Wallfahrtstag (erster Samstag im Juli) und am Gut-Betha-Fest (25. November).

## Gemeinschaft: Kloster Reute & Filialen

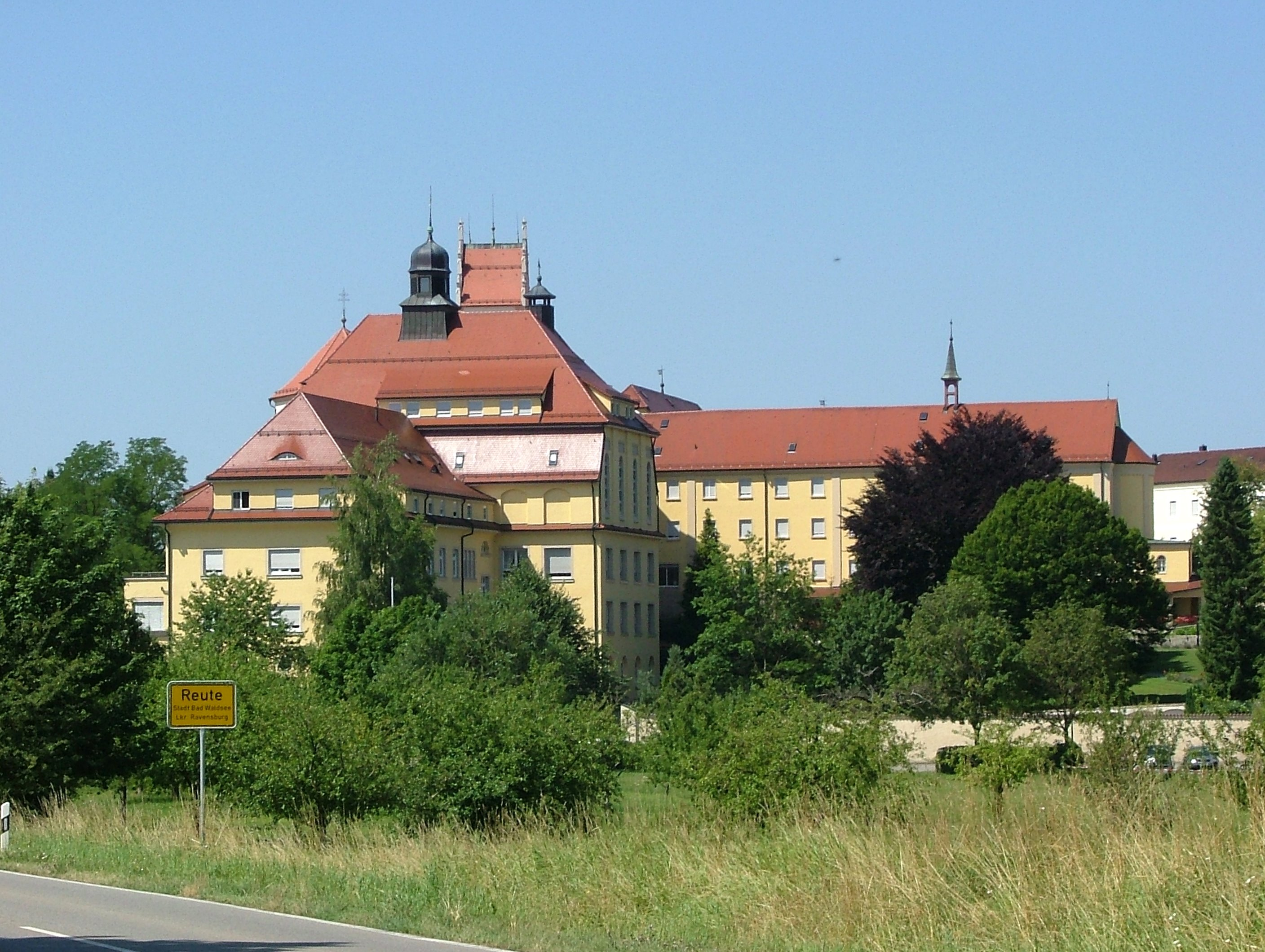
Mutterhaus von Osten

Das Kloster Reute befindet sich in einem Ortsteil der Stadt Bad Waldsee im Landkreis Ravensburg. Es ist die Zentrale der Gemeinschaft – ein Ort, an dem Schwestern, Wallfahrer und Gäste Kraft schöpfen durch die Präsenz der seligen Guten Beth von Reute. Die Franziskanerinnen leben in kleinen und großen Konventen im Kloster Reute und in verschiedenen Gemeinden, vor allem in der Diözese Rottenburg-Stuttgart. Als Franziskanerinnen sind sie auch in Indonesien und Brasilien präsent. An allen Orten verwirklichen sie den Auftrag der Gründerinnen: „Gott in der leidenden Menschheit dienen“.

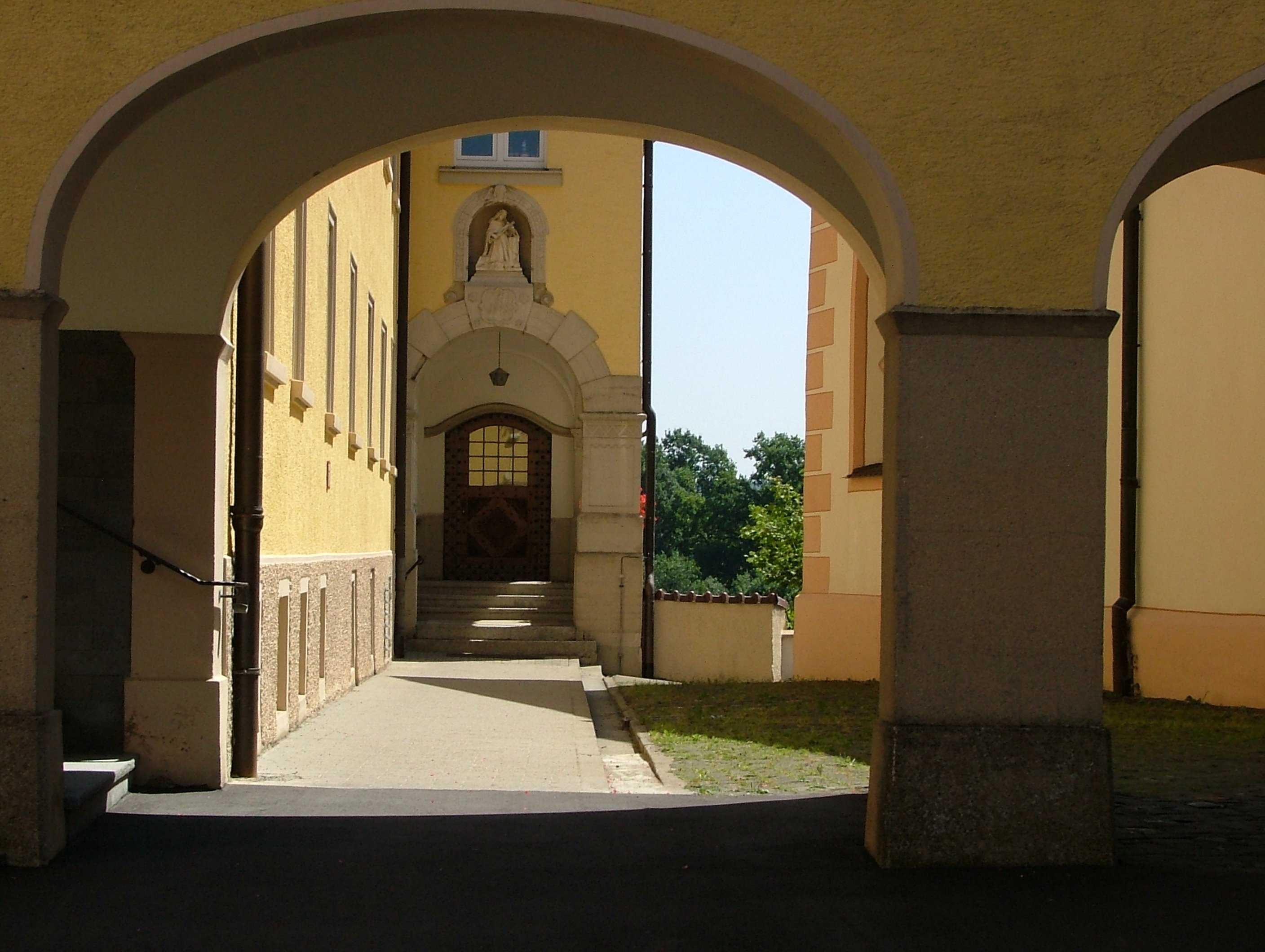
Mutterhausbau von 1912

Die Schwestern arbeiten in unterschiedlichen Bereichen: In der Pflege bei kranken, behinderten und alten Menschen, in der Hospizbewegung, bei Geflüchteten, in Bildung und Pastoral, in Hauswirtschaft, Verwaltung und handwerklichen Berufen. Mit dem Franziskanischen Zentrum Kloster Reute, dem Jugendgästehaus St. Josef, der Pilgerstätte, dem Ort des Gebets ist das Kloster Reute der Franziskanerinnen ein geistliches Zentrum in der Diözese Rottenburg-Stuttgart. Zu den Betrieben im Kloster Reute gehören u. a. auch die Paramentenstickerei sowie die hauseigene Hostienbäckerei.
Filialen der Schwesterngemeinschaft sind in der Diözese Rottenburg-Stuttgart – vom Norden in Schöntal bis in den Süden nach Ravensburg, in Einrichtungen der St. Elisabeth-Stiftung oder in Gemeinden, wie z. B. in der Wengenkirchengemeinde Ulm.

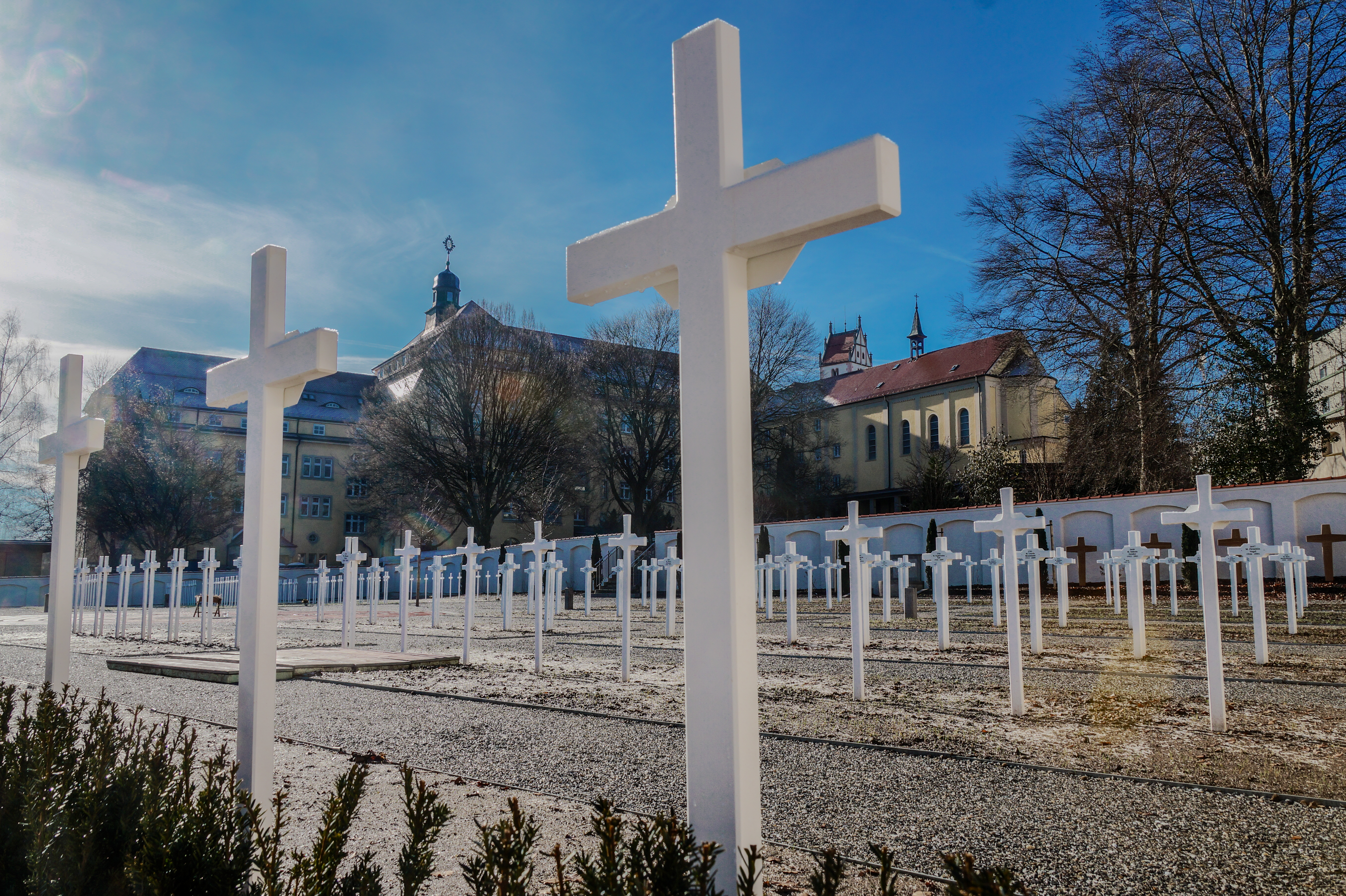
Der neu gestaltete Klosterfriedhof

Die Schwestern gründeten außerdem Niederlassungen in Indonesien und Brasilien, wo sie sich in der Mission engagieren. 2023 wurde die indonesische Regio als eigenständige Kongregation der Franziskanerinnen von Sibolga neu gegründet.
Seit 2016 beraten die Schwestern über die Zukunft des Klosters und des Klosterbergs. Seit Oktober 2023 wird das Mutterhaus generalsaniert und gemäß dem Wunsch der Gemeinschaft nach einer Öffnung nach außen umgebaut. In einem Teil des Gebäudes werden Wohnungen eingerichtet. Dieses Vorhaben wird durch das Land Baden-Württemberg als „Innovatives Projekt“ gefördert. In dem historischen, mehrfach erweiterten und veränderten Klosterteil entstehen ein neuer Pfortebereich, ein Gästebereich sowie Räume für Besucher und Veranstaltungen. Am 21. September 2022 segnete Bischof Gebhard Fürst den Grundstein.
Als erster Bauabschnitt wurde der neu gestaltete Klosterfriedhof fertiggestellt und am 26. November 2023 von Weihbischof Thomas Maria Renz eingeweiht.

## St. Elisabeth-Stiftung

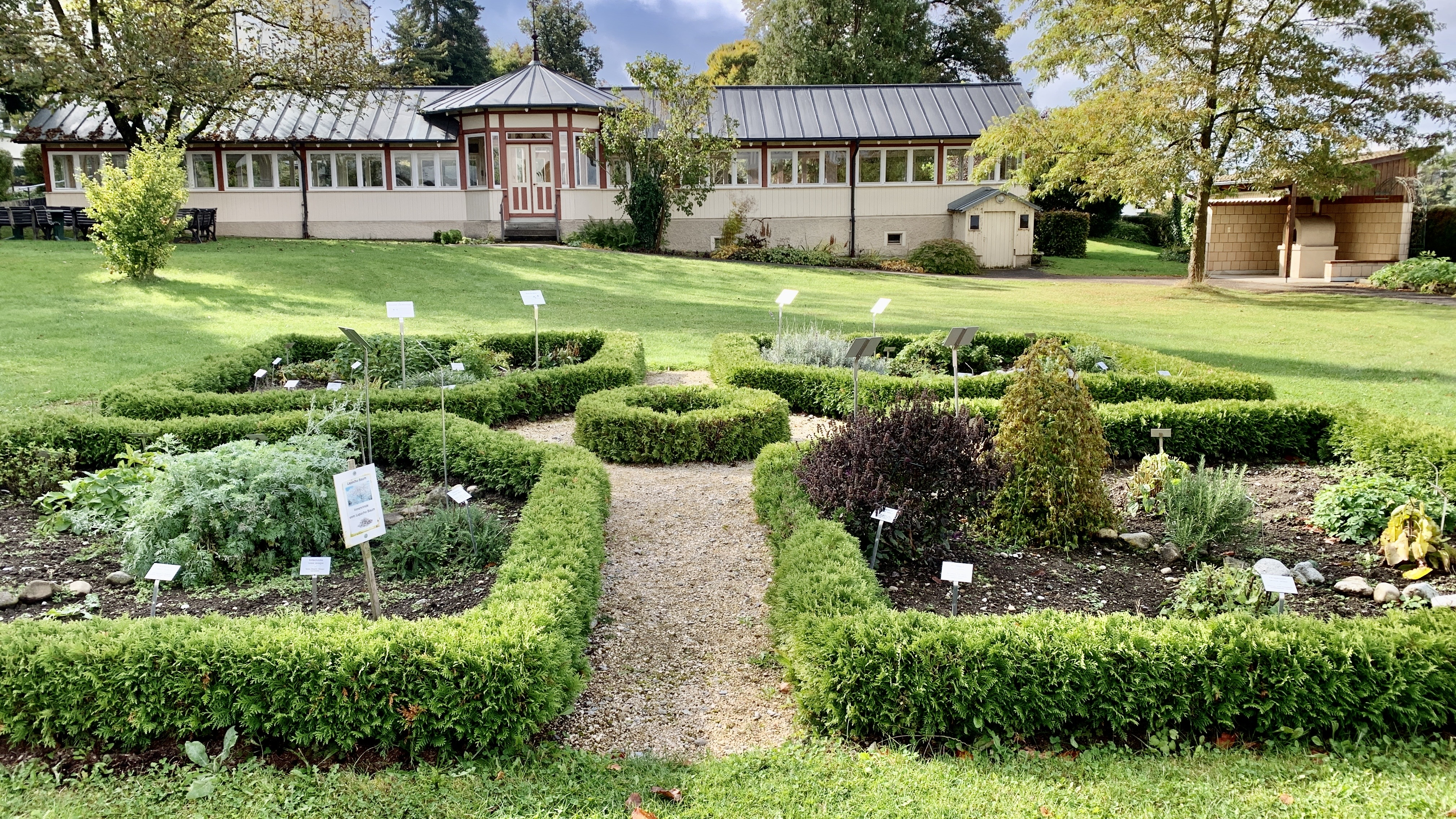
Kräutergarten im Kloster Reute

Die Franziskanerinnen von Reute haben 1999 für die Fortführung ihres karitativen Auftrages eine gemeinnützige kirchliche Stiftung privaten Rechts gegründet. Im Jahr 2000 haben sie ihre sozialen Einrichtungen in die St. Elisabeth-Stiftung eingestiftet.
Die St. Elisabeth-Stiftung ist heute Trägerin verschiedener sozialer Einrichtungen, Dienste und Betriebe. Die Aufgabenschwerpunkte liegen in der Altenhilfe, Behindertenhilfe und im Gesundheitswesen. Hier waren im Jahre 2012 rund 1600 Mitarbeiter für über 2700 hilfebedürftige Menschen tätig.
Daneben ist die St. Elisabeth-Stiftung an verschiedenen Gesellschaften mit sozialem Auftrag beteiligt.
Regional ist die Stiftung in der Stadt Ulm, dem Alb-Donau-Kreis, dem Landkreis Biberach, dem Landkreis Ravensburg und in Stuttgart tätig.

## Mission als Hilfe zur Selbsthilfe
Im Jahre 1964 gingen fünf Schwestern als Missionarinnen nach Indonesien, weitere folgten. 2023 gehörten 151 Schwestern (129 Professschwestern und 22 Novizinnen) in zwölf Orten auf Sumatra, Nias, Telo und Java zur indonesischen Gemeinschaft. Die wichtigsten Tätigkeiten der Schwestern sind Hilfe und Unterstützung, aber auch Neugründung von sozialen Einrichtungen wie z. B. Schulen, Kindergärten, Kinderheimen und Krankenhäusern. Außerdem sind sie in der Gemeindepastoral tätig. In Brasilien sind die Franziskanerinnen seit 1992 tätig.

### Indonesien
Von größter Bedeutung in Indonesien sind die „Asramen“. Das sind Internate für Mädchen aus entlegenen Dörfern, in denen es keine Schulen gibt. Diese Mädchen können im Asrama wohnen, dort zu Schule gehen, lernen hauswirtschaftliche Kenntnisse und erhalten eine christlich fundierte Allgemeinbildung. Damit soll einerseits das Selbstbewusstsein der Mädchen gestärkt werden und andererseits den Mädchen Kenntnisse vermittelt werden, wie man Kinder mit den wenigen verfügbaren Mitteln vor Krankheiten und Mangelernährung schützen kann. Damit sollen die Auswirkungen der Armut abgeschwächt werden. Eine bessere Zukunft für die vielen jungen Leute, ist ein Grundsatz für die Schwestern.
Das Kinderheim „Tetehösi“ auf der Insel Nias beherbergt meistens etwa 20 Säuglinge, die dort bleiben, bis sie Reis essen können. Hintergrund für die Errichtung eines Säuglingsheims ist die frühzeitige Verheiratung der Mädchen bereits mit 12–13 Jahren. Aufgrund der ungenügenden physischen und seelischen Reife sterben immer wieder junge Mütter bei der Geburt des ersten Kindes. Die übrigen Dorfbewohner nehmen den Säugling nicht auf, weil sie ihre eigenen Kinder durchbringen müssen. Auf der Insel gibt es kein Gras, somit keine Kühe und keine Milch.
Zur Station Tetehösi gehören auch eine Frauenbildungsstätte sowie eine Poliklinik und eine Entbindungsklinik. In der Frauenbildungsstätte versuchen die Schwestern, ähnlich wie im Asrama, die Stellung der Frau durch Aufklärungsarbeit zu verbessern und ihr Selbstbewusstsein zu stärken. In die Poliklinik kommen vorwiegend Frauen zur Beratung. Angesichts einer fehlenden Sozialversicherung werden auch mittellose Patienten behandelt.
Die Station wurde durch die Erdbeben und Flutwellen der Tsunami-Katastrophe an Weihnachten 2004 zerstört und danach wieder aufgebaut.
Im Generalkapitel der Kongregation und im Regionalkapitel des indonesischen Ordensteils wurde 2022 die Selbstständigkeit des indonesischen Teils des Ordens beschlossen. Ein päpstliches Dekret bestätigte diese Beschlüsse im Dezember 2022. Die offizielle kirchenrechtliche Errichtung der eigenständigen indonesischen Kongregation als Kongregasi Suster Fransiskanes Sibolga OSF erfolgte am 17. Juni 2023 durch den Bischof von Sibolga. Die beiden Ordensgemeinschaften wollen weiterhin eng verbunden bleiben. So wird bspw. die Missionsprokur im Kloster Reute weiterhin bestehen bleiben, die die zahlreichen Unterstützer für die Arbeit in Indonesien koordiniert.

### Brasilien
Im Nordosten Brasiliens, in Arari und Alto Alegre, kämpfen die Schwestern gegen klimatische Herausforderungen wie Dürre, aber auch Hochwasser, an sowie gegen Probleme wie Unterernährung, Krankheiten und mangelnde Schulbildung. Auch hier wurden bereits einige Einheimische zu jungen Ordensschwestern geweiht.
Bildung: Das Projekt „Nova Esperanca“ (Neue Hoffnung) bietet Kindern und Jugendlichen als Mittags- oder Ganztagesbetreuung verschiedene Unterstützung: Hausaufgabenhilfe und sinnvolle Beschäftigung für Grundschulkinder, Lese- und Schreibunterricht für Kinder, die nicht schulisch registriert sind, regelmäßige tägliche Mahlzeit. Ziel dieser Betreuung ist es, Jugendliche vor dem Abrutschen in die Drogen- und Gewaltszene zu bewahren, die in Brasilien ein großes Problem darstellt.
Ferner werden Beratungsgespräche mit jungen Mädchen geführt.
Trinkwasserversorgung: In Arari herrschte 2007 eine sehr lange Trockenzeit, so dass die Zivilbevölkerung Trinkwasser in der Missionsstation holen musste, wo eine Wasseraufbereitung eingerichtet wurde.
Kinderpastoral: Die Kinderpastoral ist das größte Hilfsprojekt, das hier stattfindet. Die Anregung kam ursprünglich von der Brasilianischen Bischofskonferenz. Organisatorisch ist die Kinderpastoral in die kirchlichen Strukturen eingegliedert und verschiedene Missionare helfen bei der Umsetzung des Projektes. In Arari gibt es dieses Projekt seit 13 Jahren, wobei neben Ordensschwestern aus Reute auch viele ehrenamtliche Mitarbeiter aus der ganzen Welt beschäftigt sind. Sie befassen sich mit der medizinischen Versorgung von unterernährten Kindern und deren Müttern. Aber vor allem befassen sie sich mit der Aufklärung über Hygiene und Krankheiten.
Auch die Eucharistiehelfergruppe, die es bereits seit einigen Jahren gibt, wurde vergrößert. Diese Gruppe bringt regelmäßig alten und kranken Menschen die Kommunion.
Subsistenzwirtschaft durch Babacu: In der Kinderpastoral wird auch Babacu-Mehl hergestellt und zum Verkauf angeboten. Das Mehl wird aus der Zwischenschicht der Babacunuss hergestellt. Dieses wird aus der Nuss herausgebrochen, zermahlen und gesiebt. Das Mehl wird dann zu Schulspeisungen oder zur Vorbeugung gegen Mangelernährung genutzt.
Die Babacu-Nuss hat in Brasilien eine sehr große wirtschaftliche Bedeutung, denn sie wird auch zur Erstellung von teurem Öl und Kosmetika genutzt. Da aber das Aufbrechen und das Verarbeiten die Nutzung von Maschinen bzw. viele Arbeitskräfte erfordert, ist dieser Reichtum nur Großgrundbesitzern vorbehalten. Die Familien, die dennoch die Babacu-Nuss anbauen, müssen hart arbeiten und erhalten am Ende des Tages gerade mal einen Lohn, der für eine einzige Mahlzeit reicht. Die Schwestern unterstützen hier die Familien, indem sie ihnen die Babacu-Nüsse und Produkte daraus zu einem gerechten Preis abkaufen und in Deutschland verkaufen (Fair Trade).
Außerdem verkaufen die Franziskanerinnen schwarze Ringe, die aus der Frucht der Tucum-Palme hergestellt werden. Pro Nuss kann man durch Aufsägen, Säubern und Polieren der Nuss etwa 1–3 Ringe erhalten. Ein Ring nimmt eine Stunde Arbeit in Anspruch. Die Franziskanerinnen organisieren in Arari die Herstellung und den Verkauf der Ringe. Straßenkindern, Arbeitslosen und behinderten Menschen wird so ein kleiner Verdienst ermöglicht. Der Ring wird „Alianca“ genannt und wird in der ganzen Welt als Zeichen der Solidarität mit den Armen und mit dem Gott der Armen getragen.

## Generaloberinnen

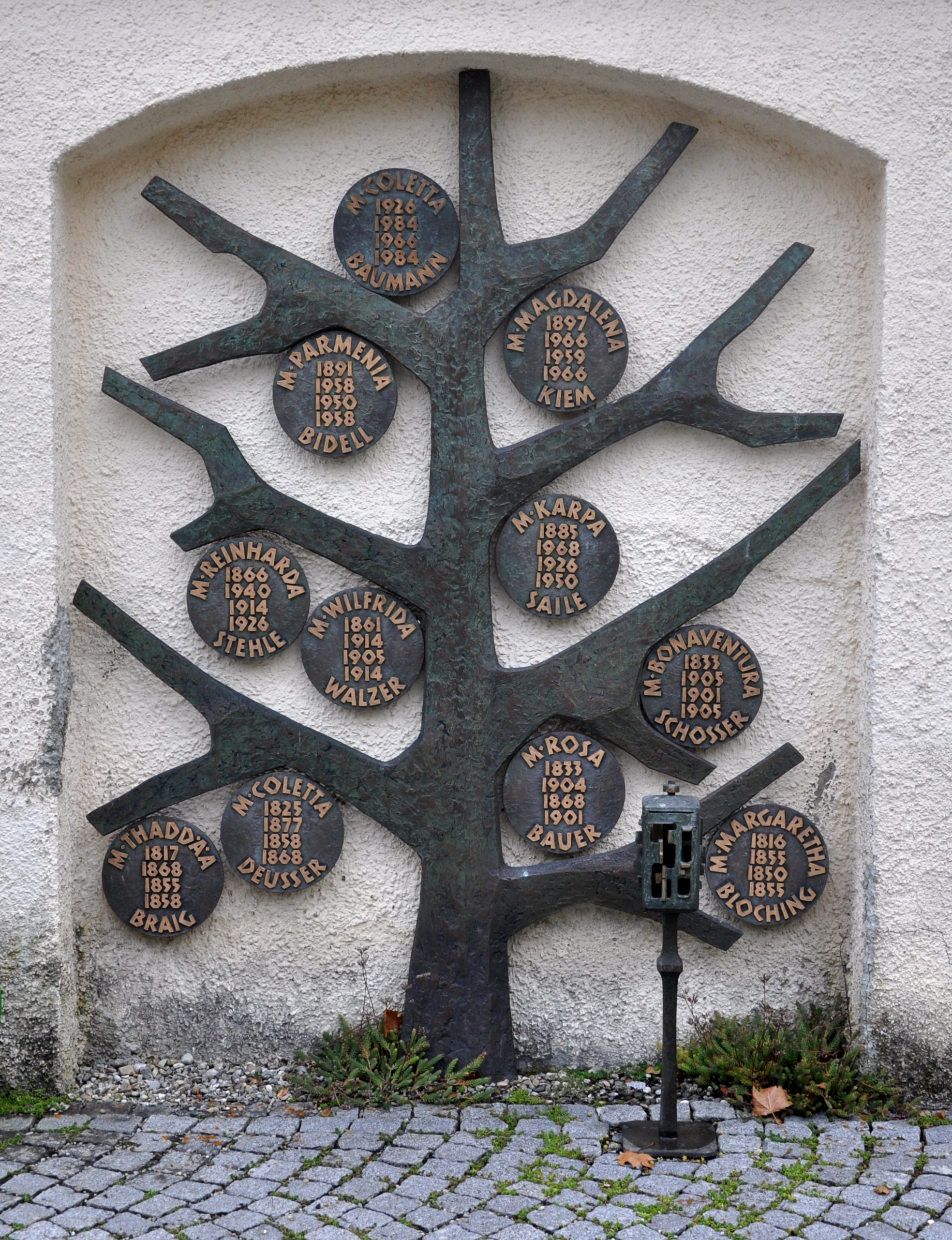
Denkmal für die verstorbenen Generaloberinnen auf dem Klosterfriedhof in Reute

- 1850–1855: Sr. M. Margaretha Bloching (1816–1855)
- 1855–1858: Sr. M. Thaddäa Braig (1817–1868)
- 1858–1868: Sr. M. Coletta Deußer (1825–1877)
- 1868–1901: Sr. M. Rosa Bauer (1833–1904)
- 1901–1905: Sr. M. Bonaventura Schoßer (1833–1905)
- 1905–1914: Sr. M. Wilfrida Walzer (1861–1914)
- 1914–1926: St. M. Reinharda Stehle (1866–1940)
- 1926–1950: Sr. M. Karpa Saile (1885–1968)
- 1950–1958: Sr. M. Parmenia Bidell (1891–1958)
- 1959–1966: Sr. M. Magdalena Kiem (1897–1966)
- 1966–1984: Sr. M. Coletta Baumann (1926–1984)
- 1984–1990: Sr. M. Magdalena Vesenmayer (* 1946)
- 1990–2002: Sr. Walburga M. Scheibel (* 1949), von 2008 bis 2014 Generalsekretärin der Deutschen Ordensobernkonferenz
- 2002–2014: Sr. M. Paulin Link (* 1949)
- 2014–2016: Sr. Erika M. Eisenbarth (1955–2022)
- 2016–0000: Sr. Maria Hanna Löhlein (* 1966)